# Amie Parnes
Amie Parnes (nacida el 15 de abril de 1978) es una periodista política estadounidense. Ha sido corresponsal principal de The Hill desde 2024, y anteriormente trabajó allí de 2011 a 2023. Fue la corresponsal principal de The Messenger en la Casa Blanca desde el lanzamiento del sitio en mayo de 2023 hasta su cierre en enero de 2024. Parnés también ha informado para CNN y Politico. La asociación de Parnes con su colega corresponsal político Jonathan Allen resultó en dos libros de superventas sobre Hillary Clinton.

## Biografía

### Primeros años de vida y de carrera
Amie Parnes nació el 15 de abril de 1978. Creció en Miami, y tiene una hermana mayor. Se interesó por primera vez en el periodismo político mientras trabajaba como pasante para The New York Times en 2000, siendo su primera noticia importante el recuento de las elecciones presidenciales de Estados Unidos de 2000 en Florida. Después de esta pasantía, Parnes informó en The Philadelphia Inquirer y en el servicio de noticias de E. W. Scripps Company.
Parnes comenzó a informar para Politico en diciembre de 2007 como miembro de redacción. Mientras trabajaba para Politico, Parnes cubrió extensamente las elecciones presidenciales de 2008 y la administración Obama.

### The Hilly otros medios de comunicación
En noviembre de 2011, Parnes dejó Politico y se unió a The Hill como reportera de la Casa Blanca. Durante su estancia en The Hill, Parnes se desempeñó ocasionalmente como analista no partidista para medios como CNN, MSNBC y ABC News.

#### HRC

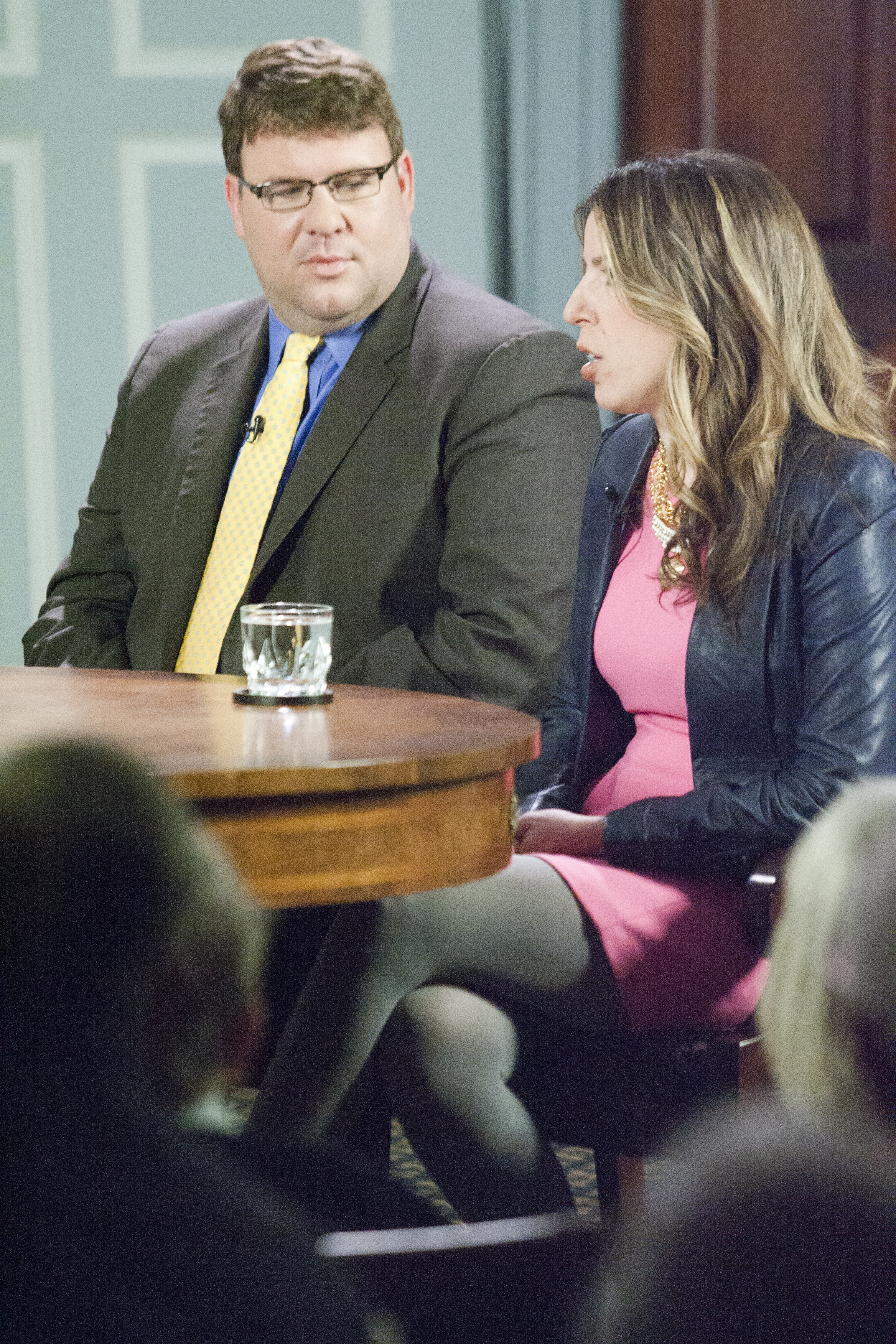
Jonathan Allen y Amie Parnes en 2014. Allen describió a Parnes como alguien que tenía «un talento y un empuje tremendos».

En 2012, Parnes se asoció con el periodista Jonathan Allen de Politico para escribir un libro sobre la entonces secretaria de Estado de Estados Unidos, Hillary Clinton, que se centró en su mandato y su futuro político. Ambos hablaron con más de 200 fuentes y obtuvieron un profundo acceso al círculo íntimo de Clinton. Estas fuentes incluían asesores, asistentes de la campaña presidencial de Clinton de 2008 y la propia Clinton.
HRC: State Secrets and the Rebirth of Hillary Clinton se publicó el 11 de febrero de 2014. Aunque el libro fue un best seller de The New York Times, fue recibido negativamente por los críticos, que sintieron que los autores habían retratado a Clinton con demasiada simpatía. Jodi Kantor de The New York Times acusó al asesor principal de Clinton, Philippe Reines, de interferencia, comentando que «casi se puede oír a Philippe Reines, el astuto asistente de relaciones públicas de Clinton, contando anécdotas».
Un hallazgo ampliamente publicitado de los informes de Allen y Parnes fue una lista de enemigos compilada por el personal de campaña de Clinton en 2008. La lista dividió a los políticos demócratas que se habían mantenido cercanos a Clinton y a los que respaldaron a Barack Obama. Los individuos de la lista fueron calificados en una escala del 1 al 7, reservando el 7 para aquellos percibidos como los más ingratos por el apoyo pasado a Clinton. Entre los congresistas demócratas con una puntuación de 7 se encontraban Claire McCaskill, John Kerry y Jason Altmire.

#### Shattered

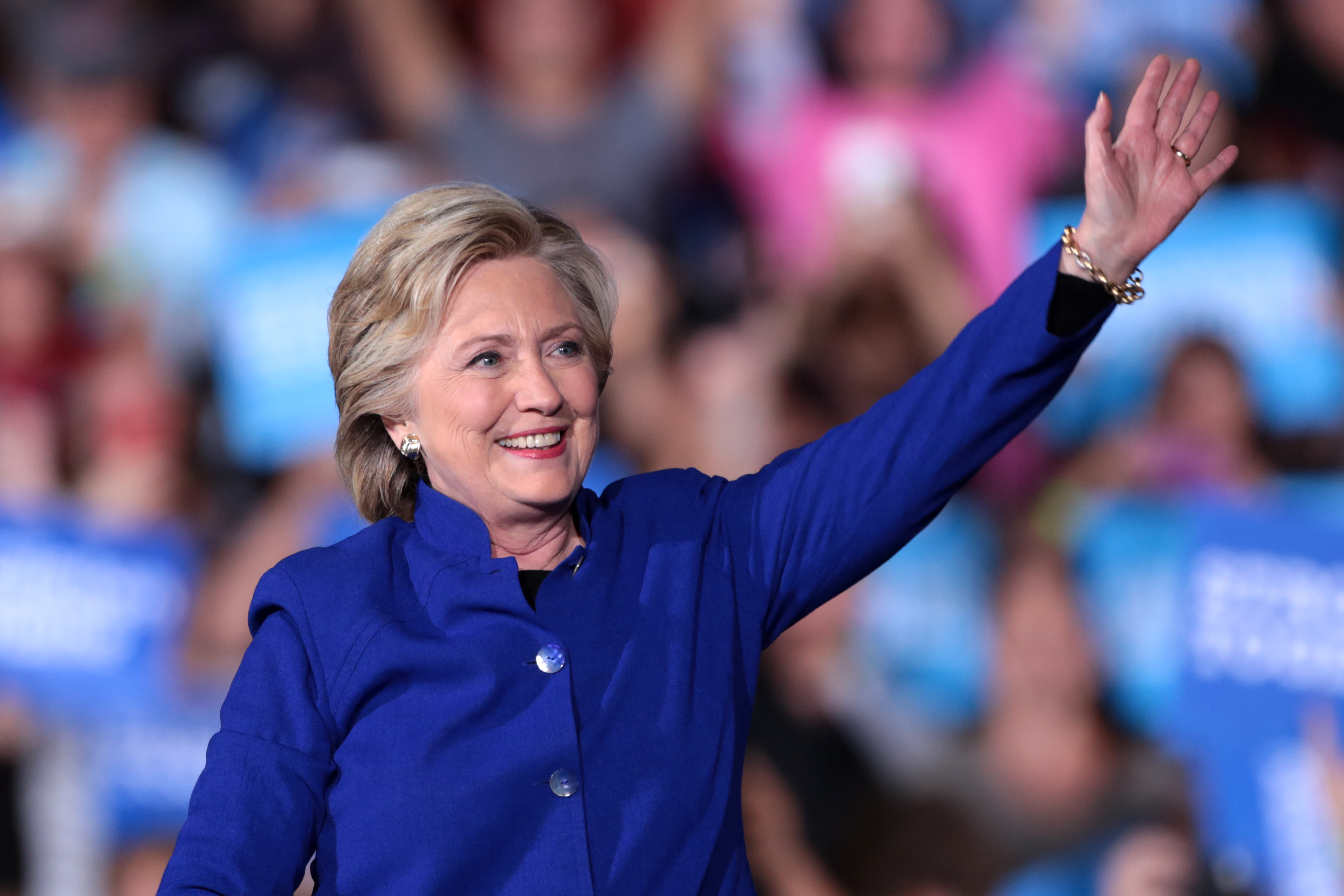
Allen y Parnes siguieron de cerca a Clinton durante su campaña de 2016 y tuvieron un acceso sin precedentes al círculo íntimo de Clinton.

En abril de 2014, Crown Publishing Group anunció oficialmente que Allen y Parnes colaborarían en un libro centrado en la anticipada campaña presidencial de Clinton para 2016. Ambos periodistas inspeccionaron la campaña de Clinton y entrevistaron a su personal de campaña durante un año y medio. A raíz de la sorpresiva victoria de Donald Trump en 2016, el libro se convirtió en un examen post mortem de la campaña de Clinton.
Shattered: Inside Hillary Clinton's Doomed Campaign se publicó el 18 de abril de 2017. El libro debutó en el número uno en la lista de los más vendidos de The New York Times en sus ediciones combinadas impresas y digitales, y permanecería en la lista durante ocho semanas. El libro recibió críticas positivas de críticos como Michiko Kakutani de The New York Times y David Shribman de The Globe and Mail. El personal de la campaña de Clinton ha negado las afirmaciones de Allen y Parnes de que la campaña de Clinton se vio empañada por tensiones y disputas internas, y proporcionó fotografías de momentos felices durante la campaña. Christa Reynolds, subdirectora de comunicaciones de la campaña de Clinton, refutó las afirmaciones del libro en una publicación de blog. Parnes respondió a Reynolds afirmando que «[nos mantenemos firmes en] nuestros informes» y que las fotografías publicadas por el personal de la campaña no eran inconsistentes con la descripción de la campaña en el libro.
En 2017, se informó que TriStar Television había optado por el libro para una serie limitada.

#### LuckyyClinton
Parnes y Allen se reagruparon para redactar un libro sobre Joe Biden. Lucky: How Joe Biden Barely Won the Presidency se publicó el 2 de marzo de 2021. Los dos autores describen ideas contradictorias entre el personal de la campaña de Biden sobre estrategia política, retórica y políticas. El libro cubre las relaciones de la campaña con excolegas de Biden, como Barack Obama y Hillary Clinton, la respuesta de la campaña a asuntos como la pandemia de COVID-19 y los disturbios raciales, y cómo Biden ganó basándose en un conjunto improbable de circunstancias. El libro recibió críticas mixtas de los críticos, quienes elogiaron el libro por ser un recurso histórico valioso pero concluyeron que, en última instancia, no proporcionó nuevos conocimientos o ideas. Carlos Lozada de The Washington Post escribió que el libro «proporciona detalles útiles para comprender la victoria de Biden, incluso si el marco no es particularmente novedoso». Según Jennifer Szalai de The New York Times, «la politiquería granular hábilmente relatada en Lucky es una necesidad, pero lo que se vuelve involuntariamente claro es cuán derrochador es gran parte de ella».
En enero de 2022, la editorial estadounidense William Morrow and Company compró los derechos de publicación de la biografía dual de Parnes y Allen sobre Hillary Clinton y su esposo, el ex-presidente de los Estados Unidos Bill Clinton. La biografía, titulada Clinton, sigue a la pareja desde la década de 1960 hasta la derrota de Trump en las elecciones presidenciales de 2020.

### The Messengery regreso aThe Hill
Después de que The Hill se vendiera a Nexstar Media Group en 2021, el expropietario de The Hill, Jimmy Finkelstein, fundó The Messenger, un sitio web de noticias. Según Parnes, Finkelstein la contactó personalmente para unirse como corresponsal principal del sitio web en la Casa Blanca en abril de 2023. Después de repetidas solicitudes y promesas de un aumento y cuatro meses de indemnización por despido, Parnes dejó The Hill y comenzó a informar para The Messenger una vez que el sitio se lanzó en mayo de 2023. En medio de informes sobre las dificultades financieras y los despidos del sitio, Parnes alega que Finkelstein le aseguró a ella y a otros empleados que el sitio seguía siendo exitoso, planteando la posibilidad de un canal de noticias de televisión. Finkelstein también fue acusado de cerrar abruptamente el sitio sin notificar a los empleados, y Parnes y otro personal se enteraron del cierre del sitio a través de The New York Times. En febrero de 2024 se presentó una demanda colectiva presentada en nombre de Parnes y otros miembros del personal ante la Corte de Distrito de los Estados Unidos para el Distrito Sur de Nueva York, procesando a The Messenger por potencialmente violar la Ley WARN. La demanda exige 60 días de salarios impagos, seguro médico y de vida, tiempo de vacaciones acumulado y otros beneficios para los empleados. Más tarde, Finkelstein le dijo a Axios que estaba considerando cómo ayudar a los exempleados y reabrir el sitio. La demanda fue al menos la cuarta presentada en relación con el hecho de que Finkelsein no pagara indemnización por despido.
En marzo de 2024, Parnes regresó a The Hill como corresponsal sénior. En 2024, Parnes comenzó a presentar On the QT con Amie Parnes en 2WAY, una plataforma de noticias en vivo.

## Controversia de la fotografía con Joe Biden
En 2013, una foto tomada del entonces vicepresidente de los Estados Unidos Joe Biden abrazando a Parnes durante una fiesta en el Observatorio número 1 se volvió viral. Medios conservadores como The Daily Caller acusaron a Biden de manosear a Parnes. Los presentadores Matt Lauer, Natalie Morales, Savannah Guthrie y Tamron Hall of Today defendieron a Biden en el aire, argumentando que la foto no mostraba nada inapropiado.
Desde que se lanzó la campaña presidencial de Biden en 2020, periódicamente han aparecido en línea versiones alteradas de la fotografía. Reuters ha informado sobre dos ediciones separadas de la foto que circularon en Facebook, la última de las cuales reemplazó la imagen de Parnes con la de la entonces secretaria de Prensa de la Casa Blanca, Jen Psaki.

## Obras
- HRC: State Secrets and the Rebirth of Hillary Clinton. Crown Publishing Group. 2014. ISBN 978-0804136778., escrito con Jonathan Allen
- Shattered: Inside Hillary Clinton's Doomed Campaign. Crown Publishing Group. 2017. ISBN 978-0-553-44708-8., escrito con Jonathan Allen
- Lucky: How Joe Biden Barely Won the Presidency. Crown Publishing Group. 2021. ISBN 978-0-525-57422-4., escrito con Jonathan Allen